# 어묵고로케
어묵고로케는 어묵으로 만든 고로케로 부산광역시에서 시작되었다.